# إدوين تايلور
إدوين تايلور (بالإنجليزية: Edwin Taylor)‏ هو سياسي بريطاني (وحمل سابقاً جنسية المملكة المتحدة لبريطانيا العظمى وأيرلندا)، ولد في 13 فبراير 1905، وتوفي في 25 سبتمبر 1973. حزبياً، نشط في حزب المحافظين. في الانتخابات الفرعية في مجلس العموم البريطاني ‏، انتخب عضو البرلمان الثاني والأربعون للمملكة المتحدة ‏ عن دائرة بولتن الشرقية ‏ (16 نوفمبر 1960 – 25 سبتمبر 1964).